# Lygosoma anguinum
Espèce
Synonymes
- Riopa anguina Theobald, 1868

Statut de conservation UICN

 LC  : Préoccupation mineure
Lygosoma anguinum est une espèce de sauriens de la famille des Scincidae.

## Répartition
Cette espèce est endémique de la région de Bago en Birmanie.

## Publication originale
- Theobald, 1870 "1868" : Catalogue of the reptiles of British Birna, embracing the provinces of Pegu, Martaban, and Tenasserim; with descriptions of new or little-known species. Journal of The Linnean Society of London, vol. 10, p. 4-67 (texte intégral).